# Ön, Korsholm
Ön är en halvö i Finland. Den ligger i kommunen Korsholm i landskapet Österbotten, i den västra delen av landet, 400 km nordväst om huvudstaden Helsingfors.
Väster om Ön ligger Hylpetfjärden och i söder avgränsas den från resten av fastlandet av Lappsundsån. Byn Petsmo ligger på Ön.